# Dactylolabis retrograda
Dactylolabis retrograda là một loài ruồi trong họ Limoniidae. Chúng phân bố ở miền Cổ bắc.